# 堀内孝人
堀内 孝人（ほりうち たかひと、1962年12月28日 - ）は、日本の元俳優・歌手。東京都出身。

## 略歴
1980年代に歌手デビューし、アイドル的人気を得て活躍。『仮面ライダーBLACK』のオーディションで秋月信彦役に抜擢された。
1989年ごろに芸能界を引退。『BLACK』で共演した倉田てつをいわく、「現在は大きな会社の経営をしている」という。
趣味は読書、スポーツ。特技はウィンドサーフィン、空手。

## 出演

### テレビドラマ
- 金曜女のドラマスペシャル・密室の殺意（1985年6月21日、CX）
- 太陽にほえろ! 第685話「ロッキーの白いハンカチ」 （1986年、NTV） - 喫茶ウェイター
- あぶない刑事（1986年 - 1987年、NTV） - 武田竜巡査
- 仮面ライダーシリーズ
  - 仮面ライダーBLACK（1987年 - 1988年、MBS） - 秋月信彦/シャドームーン
  - 仮面ライダーBLACK RX 第21話「愛と友情の戦線」 、第27話「大逆襲！影の王子」（1989年、MBS） - 秋月信彦 ※回想シーンのみ。

### 映画
- きみが輝くとき（1985年、東宝東和）
- 夏草の女たち（1987年、「夏草の女たち」上映実行委員会）[1]
- あぶない刑事シリーズ - 武田竜巡査
  - あぶない刑事（1987年、東映）
  - またまたあぶない刑事（1988年、東映）

## ディスコグラフィー
シックスティレコードからシングルレコードをリリースしている。
- 悲しみのパラダイス（シングル）
- 泥だらけのBeat&Shout（シングル）
- Dilemma（アルバム）